# Sortilèges (film)
Pour les articles homonymes, voir Sortilège.
Pour plus de détails, voir Fiche technique et Distribution.
Sortilèges est un film français réalisé par Christian-Jaque, sorti en 1945.
Ce film est une adaptation du roman Le Chevalier de Riouclare de Claude Boncompain dont l'histoire se déroule au XIXe siècle, au cours d'un hiver glacial, au pied d'une montagne en Auvergne avec de la magie, des péripéties et une fin heureuse.

## Synopsis
En Auvergne, au XIXe siècle, dans les montagnes non loin d'un village isolé, vit un sorcier guérisseur, Jean-Baptiste, alias « le Campanier ». Un jour celui-ci tue un voyageur et le dépouille. Il donne la moitié de son butin au père Fabret, dont il chérit et soigne la fille, Catherine. En fait, la jeune fille est secrètement amoureuse de Pierre, un bûcheron, qui est lui-même promis à Marthe, la fille de l'aubergiste du village.

## Fiche technique
- Titre : Sortilèges
- Réalisation : Christian-Jaque
- Assistants-réalisateur : 1) Raymond Villette / 2) René Delacroix
- Adaptation : Jacques Prévert, Christian-Jaque, d'après Le Cavalier de Riouclare, roman de Claude Boncompain, Editions René Julliard, Paris, 1943, 228 p.
- Dialogues : Jacques Prévert
- Photographie : Louis Page
- Cameraman : André Germain
- Assistant opérateur : Léon Bellet
- Montage : Jacques Desagneaux, Alice Damas
- Musique : Henri Verdun
- Musique non originale : Aux marches du palais, interprétée par Renée Faure
- Décors : Robert Gys, Emile Alex
- Costumes : Victor Noeppel
- Photographe de plateau : Lucienne Chevert
- Son : René Lécuyer
- Système d'enregistrement : Optiphone (système Tobis Klangfilm)
- Mixage : Jacques Carrère
- Maquillage : Paul Ralph
- Script-girl : Simone Bourdarias
- Producteur : Michel Manégat
- Société de production : Les Moulins d'or
- Sociétés de distribution : DisCina (au cinéma) / Studiocanal (en DVD)
- Pays de production :  France
- Tournage : du 10 février à fin novembre 1944, d'abord dans le massif du Sancy (Auvergne) puis à Paris (Studios de la rue François Ier)
- Format : Noir et blanc — 35 mm — 1,37:1 — Son : Mono
- Genre : Film dramatique
- Durée : 100 minutes
- Dates de sortie : 
  - France : 5 décembre 1945

## Distribution
- Lucien Coëdel : Jean-Baptiste dit le Campanier
- Fernand Ledoux : Fabret dit le Lièvre
- Renée Faure : Catherine Fabret
- Roger Pigaut : Pierre
- Madeleine Robinson : Marthe
- Pierre Labry : Gros Guillaume, l'aubergiste, père de Marthe
- Georges Tourreil : le brigadier de gendarmerie
- Jacques Butin : le gendarme
- Léonce Corne : le cordonnier
- Léon Larive : un villageois
- Marcel Pérès : un villageois
- Sinoël : Marie-Thérèse Clairet, une vieille villageoise
- Michel Piccoli (non crédité) : un villageois à la fête (figuration en arrière-plan lors de la bagarre)[1]
- les musiciens et danseurs du groupe « Le Folklore du Massif Central » : les musiciens et danseurs à la fête
- le cheval Caïd de la cavalerie Carré : le cheval du mort

## Autour du film
- Le tournage du film s'est déroulé du 10 février à la fin novembre 1944, d'abord dans le massif du Sancy, en Auvergne, puis à Paris dans les studios de la rue François Ier[réf. souhaitée].